# Nyando (huyện)
Huyện Nyando là một huyện thuộc tỉnh Nyanza ở Kenya. Theo điều tra dân số ngày 24 tháng 8 năm 1999, huyện này có dân số 299930 người. Huyện Nyando có diện tích 1168 km². Huyện lỵ đóng tại Awasi.